# Nuru (massaggio)

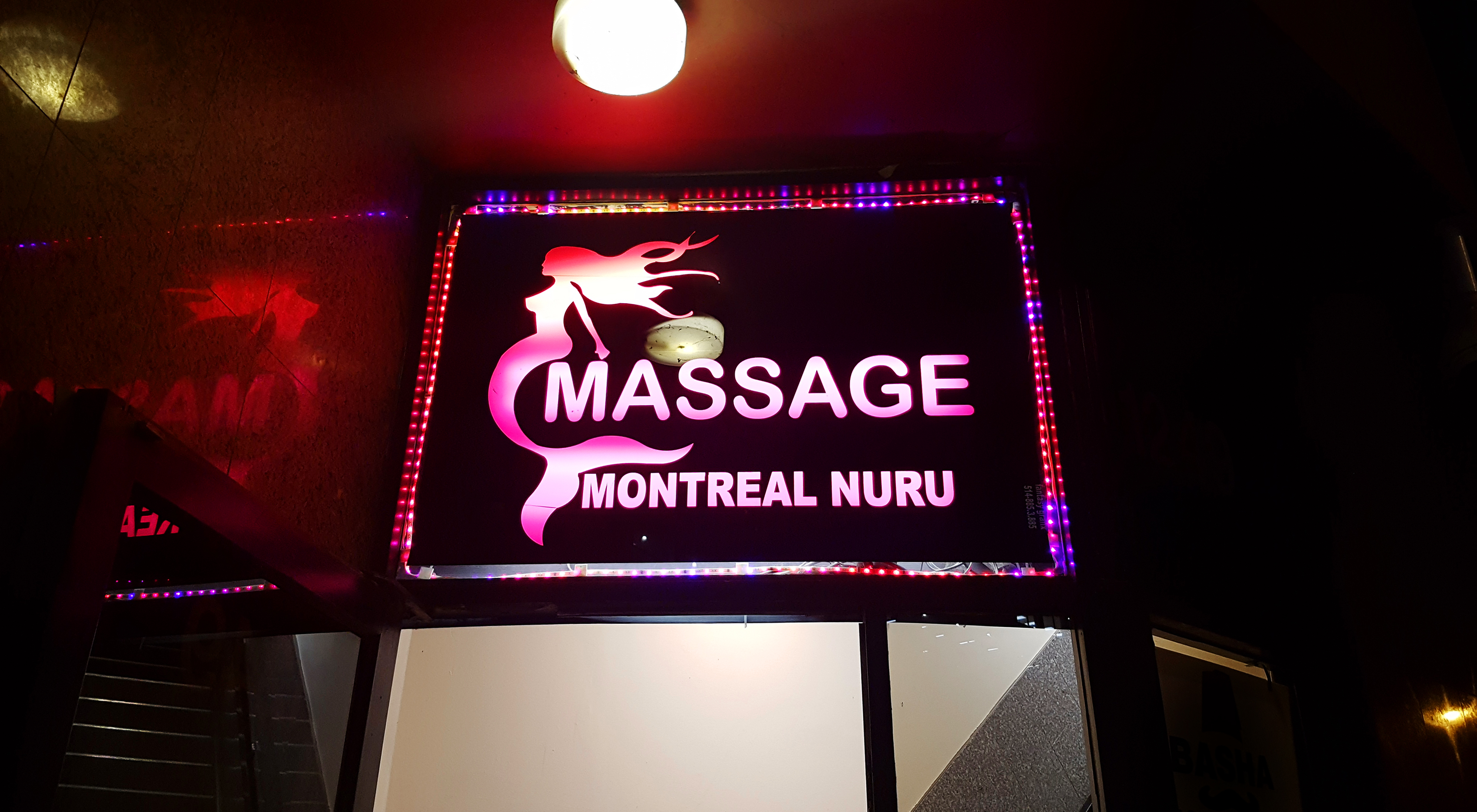
Un locale di Montréal in cui si praticano massaggi nuru

Nuru è una tecnica giapponese di massaggio erotico proveniente dalla città di Kawasaki. Il massaggio viene effettuato da una massaggiatrice nuda che strofina il suo corpo contro quello del cliente, anch'egli nudo, dopo che entrambi si sono ricoperti di una apposita lozione inodore e insapore. 
Il nome deriva dalla parola giapponese "nuru", che significa scivoloso/ liscio. La lozione viene preparata facendo uso di foglie di alghe marine ed è nota come "nuru gel" in inglese. Il gel viene applicato a mano sull'intera superficie corporea della massaggiatrice e del cliente. Durante il massaggio, entrambe le parti cercano di ottenere il massimo contatto fisico, con la massaggiatrice che spesso fa aderire l'intero corpo su quello della persona che ha chiesto il trattamento. Le forti sensazioni tattili che ne derivano sono ritenute in grado di far diminuire notevolmente lo stress. 
Il principale componente del gel usato per il massaggio nuru è il polisaccaride solfatato fucoidan, ottenuto dalle foglie dell'alga marina Sphaerotrichia divaricata. Vengono usate a volte altre sostanze rilassanti, tra cui estratti di camomilla, azulene e altri minerali. Avviene spesso che il massaggio nuru si concluda con un rapporto sessuale.
Negli Stati Uniti, i massaggi nuru sono stati legalizzati, assieme ad altre forme di intrattenimento sessuale, nello stato del Nevada.